# Argoctenus
Argoctenus là một chi nhện trong họ Zoridae.

## Hình ảnh

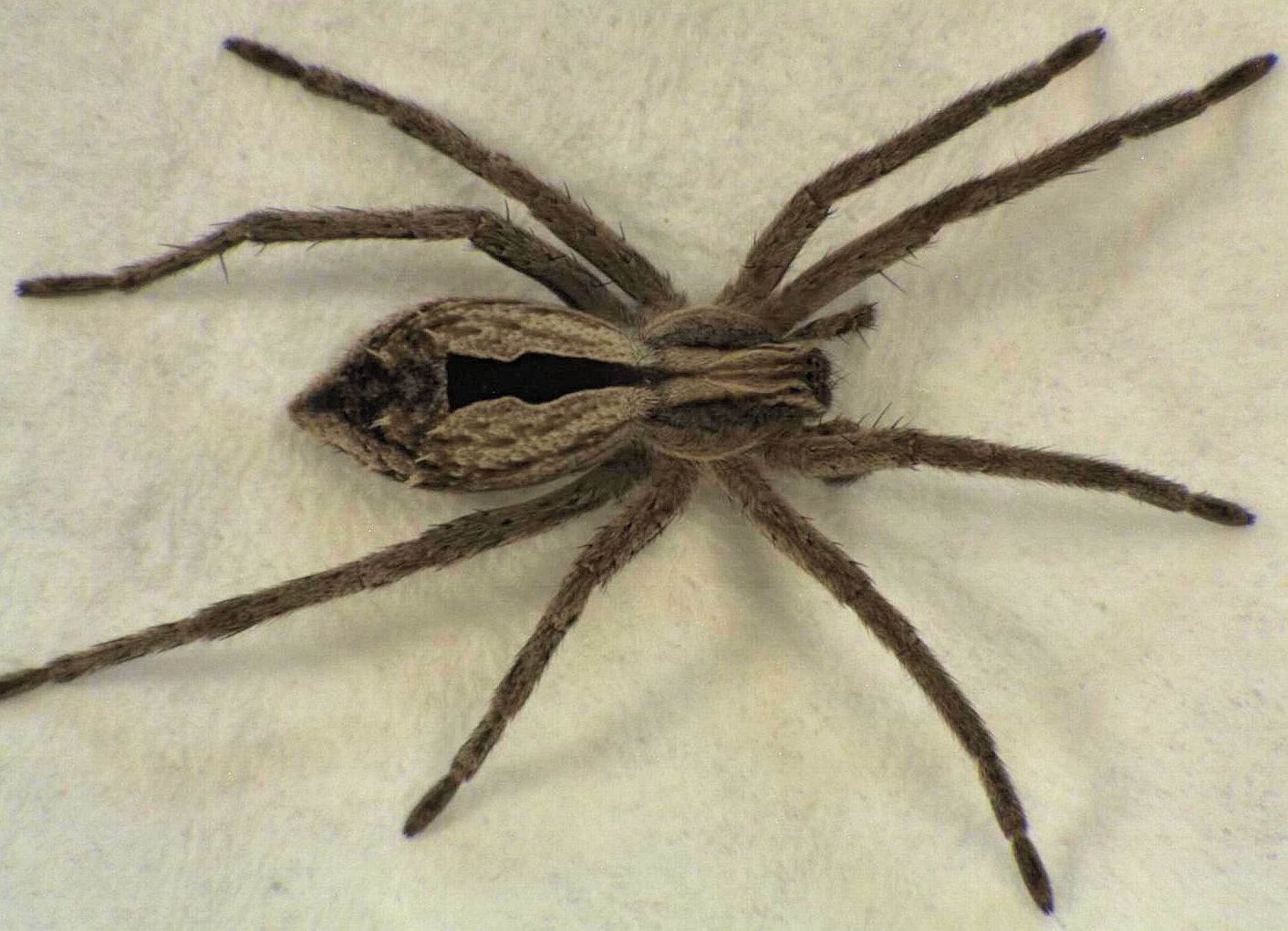
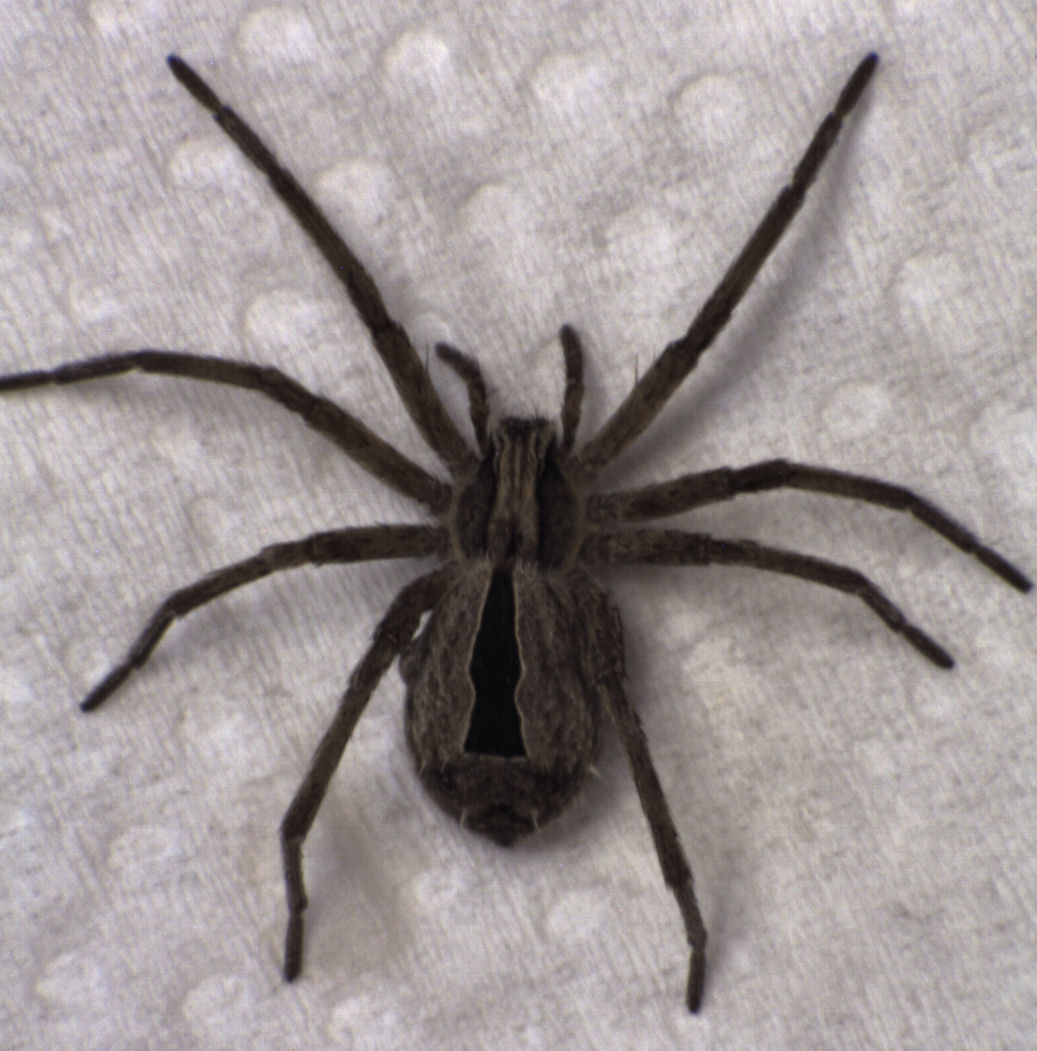
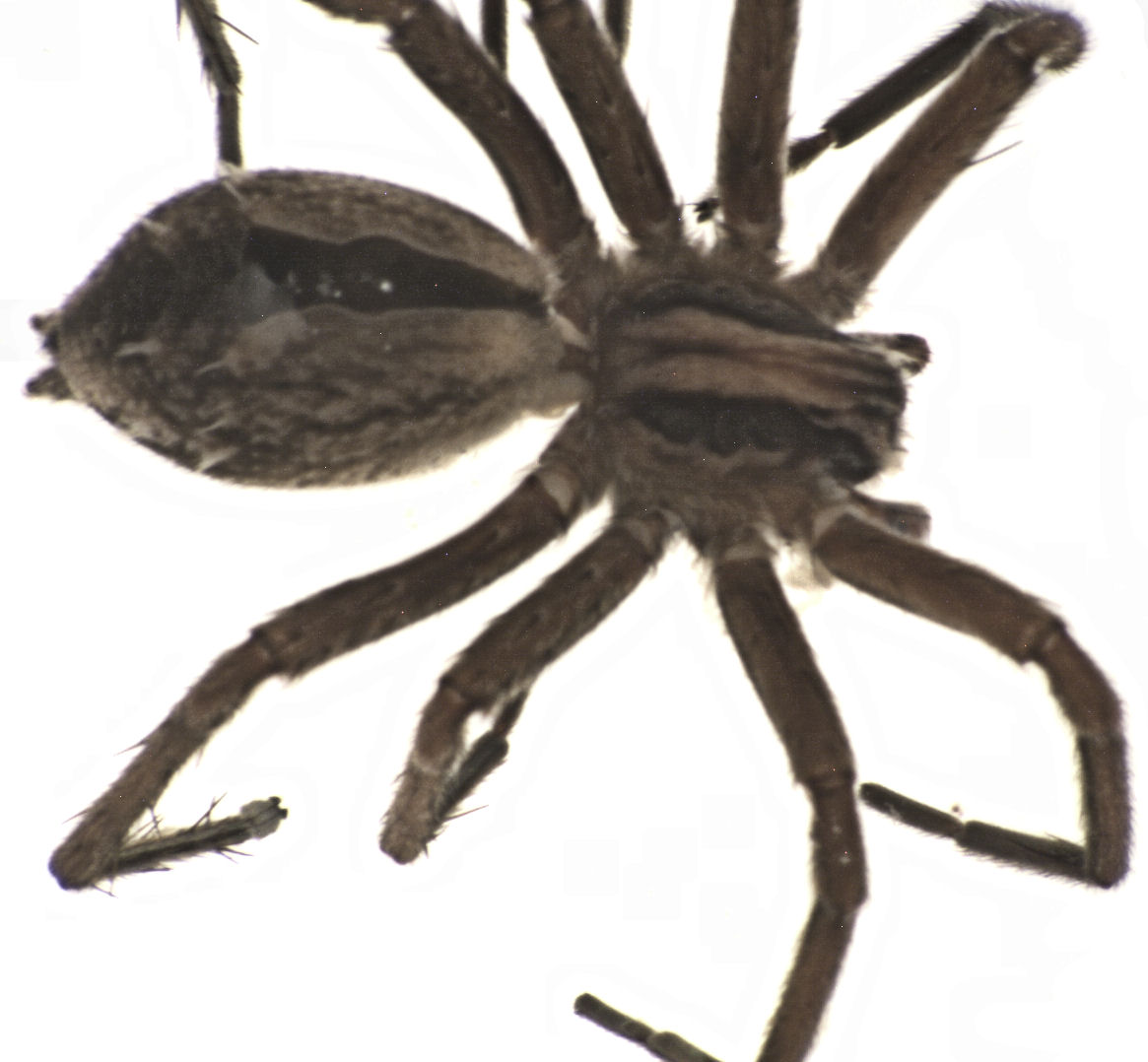